# ویتولد زاخارویچ

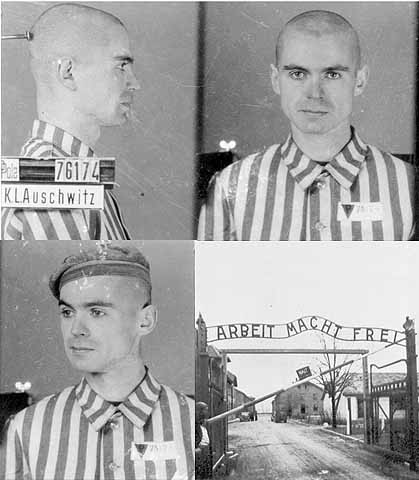
عکس ویتولد زاخارویچ به عنوان زندانی شماره ۷۶۱۷۴ در آشویتس

ویتولد زاخارویچ (لهستانی: Witold Zacharewicz؛ ۲۶ اوت ۱۹۱۴ – ۱۶ فوریهٔ ۱۹۴۳) بازیگر اهل لهستان بود. وی بین سال‌های ۱۹۳۳ تا ۱۹۴۳ میلادی فعالیت می‌کرد.
از فیلم‌هایی که وی در آن به ایفای نقش پرداخته‌است می‌توان به جهنم، جنگل جوان، پروفسور ویلچور و رُز محصول ۱۹۳۶، اشاره‌کرد.
او در سال ۱۹۴۲ میلادی توسط گشتاپو به جرم کمک به یهودیان دستگیر و به اردوگاه آشویتس فرستاده شد. دو روایت از نحوهٔ مرگ او وجود دارد: یک به قتل رسیدن توسط تزریق مادهٔ شیمیایی فنول به قلبش (بر پایهٔ اظهارات دو شاهد عینی) و دیگری اعدام (بر پایهٔ ادعای یکی از زندانیان)